# Globalsat Group

## Descripción general
Globalsat Group es un consorcio de compañías que proveen servicios de voz y datos a través de satélites de comunicaciones, con enfoque particular en América Latina. 
Las compañías que actualmente forman parte del consorcio son:
- Globalsat Group LLC[2]
- Globalsat Argentina
- Globalsat Bolivia[3]
- Globalsat do Brasil[4][5]
- Globalsat MSS
- Globalsat Chile[6]
- Globalsat Colombia[7]
- Globalsat Perú[8]
- Multisat México[9]
- ST2 Perú

## Servicios satelitales
La mayor parte de los productos y servicios provistos por el consorcio están en el ámbito de las comunicaciones satelitales de misión crítica, incluyendo voz, Internet, Máquina-a-Máquina (M2M), con énfasis en servicio satelital móvil (MSS) en banda L a través de las constelaciones de Iridium Communications e Inmarsat.
En algunos mercados el consorcio también provee servicio satelital fijo (FSS) / VSAT, incluyendo el servicio fijo y móvil Inmarsat VSAT de banda Ka conocido como Global Xpress (GX).
Uno de los mayores proyectos del grupo actualmente involucra un proveedor eléctrico en Brasil, que utiliza un servicio mixto satelital y terrestre celular para comunicación redundante móvil de alta disponibilidad en modo PTT (Pulsa y habla).
Globalsat Group es miembro de la Mobile Satellite Users Association (MSUA) y la Society of Satellite Professionals International (SSPI) .

## Historia reciente
En marzo de 2016, Globalsat Group fue nombrada "Company to Watch" en la categoría Emergency Response Mobility Satcom Innovation (innovación en comunicación satelital móvil de respuesta de emergencia) por la MSUA, en la conferencia Satellite 2016 en Washington D. C. , por su rol como proveedor de servicios satelitales para el sistema de detección y alerta temprana de tsunamis operado por el Gobierno de Chile, a través de su filial local Globalsat Chile.
En mayo de 2016 el consorcio recibió el título de "2016 Latin America Satellite Communications Company of the Year"  por la reconocida consultora internacional Frost & Sullivan.
En noviembre de 2016 LeoSat Enterprises y Globalsat Group firmaron un acuerdo estratégico de alcance mundial. LeoSat planea lanzar hasta 108 satélites de alto rendimiento de comunicaciones en órbita baja.
En diciembre de 2016 Globalsat Group, a través de su filial mexicana MultiSAT, obtuvo las licencias regulatorias necesarias para proveer los servicios de las constelaciones Inmarsat que operan en banda Ka y banda L.
En febrero de 2016 Globalsat Group fue designado por Inmarsat como Enterprise Distribution Partner de nivel 1, siendo la primera empresa enfocada en el mercado de América Latina en obtener esta designación.
En marzo de 2017, durante la conferencia anual Satellite en Washington D. C., Globalsat Group firmó un acuerdo Sky and Space Global para realizar pruebas en el hemisferio occidental con sus tres primeros satélites llamados “3 Diamonds”.
En marzo de 2018, durante la conferencia anual Satellite en Washington D. C., Globalsat Group recibe el Premio Top Land Mobility Satcom Innovation de parte de MSUA (Mobile Satellite Users Association) que selecciona anualmente entre diversas organizaciones que se considera entregaron las principales innovaciones en el mercado de telecomunicaciones satelitales móviles terrestres durante el año, y en el caso de Globalsat Group, en 2018 fue seleccionada por el trabajo en las comunicaciones satelitales ferroviarias a través de la filial local Globalsat do Brasil.
A partir de 2018 el grupo adquiere una participación mayoritaria en ST2 del Perú, con lo cual incrementa su presencia física en el país con personal local.
En 2020 a través de la filial de Brasil, Globalsat Group en conjunto con Inmarsat y Cobham comienza la prestación de servicios de conectividad para trenes en movimiento, en uno de los proyectos más grandes de su tipo en el mundo.
Desde 2022 el consorcio cuenta con presencia física en Ecuador, gracias a la apertura en esa fecha de una oficina en Guayaquil.
En 2023 Globalsat Group establece un acuerdo para llevar los servicios de la constelación Outernet a América Latina.
En marzo de 2024 el consorcio establece una alianza estratégica para formar Globalsat Centroamérica y El Caribe, con foco en la prestación de servicios IoT.